# (35454) 1998 DE14
1998 DE14 (asteroide 35454) é um asteroide da cintura principal. Possui uma excentricidade de 0.21148060 e uma inclinação de 12.56354º.
Este asteroide foi descoberto no dia 27 de fevereiro de 1998 por ODAS em Caussols.